# Progreso científico

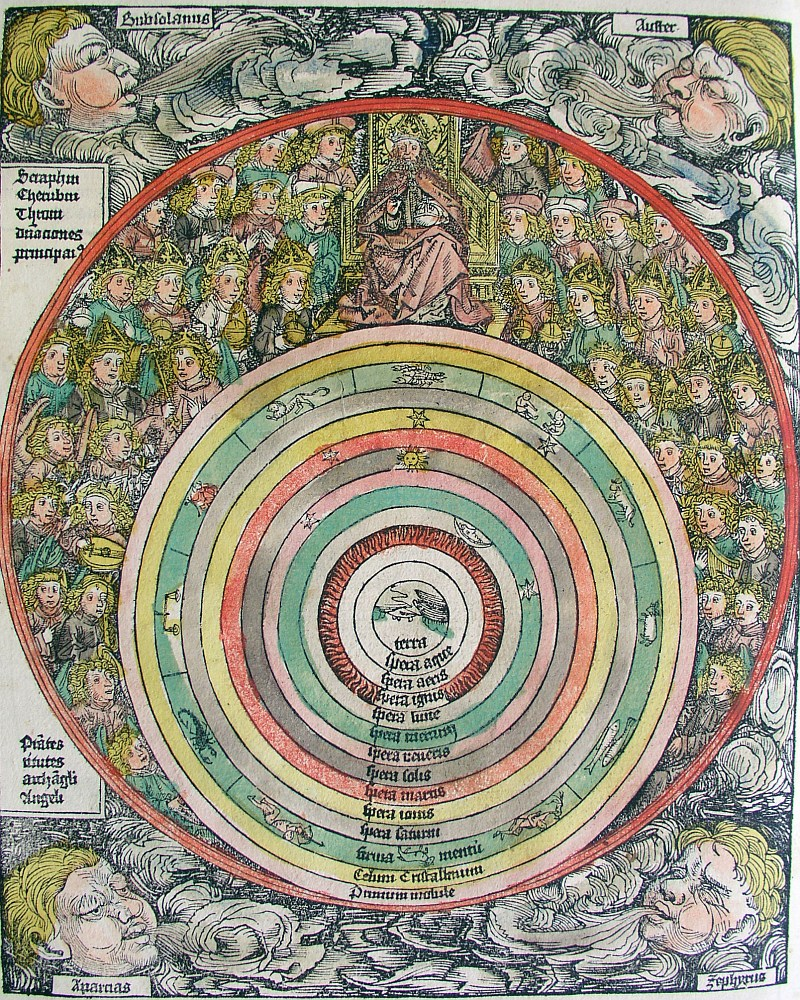
Visión medieval del universo.

El progreso científico es una etiqueta o una denominación, con frecuencia usada para señalar o evocar el desarrollo de los conocimientos científicos. El progreso técnico depende, en buena medida, del progreso científico.
Nuestro concepto de progreso científico está detrás de la idea de que la ciencia como disciplina incrementa cada vez más su capacidad para resolver problemas, a través de la aplicación de cuidadas y particulares metodologías que genéricamente englobamos con la denominación de método científico. Sin embargo, es posible que la ciencia no progrese indefinidamente, sino que llegue el fin de la ciencia.

## Teorías cerradas y teorías abiertas

Ícono del concepto "ciencias".

Desde determinado punto de vista la descripción de la historia de la ciencia puede causar una visión compendiada de la historia en la que una teoría falsa es sustituida por una «verdadera», que será falsa cuando es sustituida por otra «verdadera». Tal es lo que ocurre si mantenemos una visión simplista de la ciencia como «conjunto de teorías cerradas» es decir que se sustentan por sí mismas en su contenido de verdad y se generan en una sucesión cuyo producto acabado es «una ciencia consolidada», producto de «Una Razón», si no absoluta, al menos humana, pero en tanto que verdadera y definitiva.
De hecho, una visión así se produce cuando la tesis más frecuente y constantemente repetida es que el método científico es una combinación de deducción e inducción, de matemática y experiencia. Tal idea se remonta a Galileo (o incluso más atrás, hasta los más grandes científicos de la Grecia clásica), calificada como inductivismo cuyo fundamento reside en considerar que los hechos justifican las teorías en el sentido de hacerlas verdaderas de forma definitiva y permanente.
Tal visión ha sido definitivamente superada por la crisis vivida durante el siglo XX al tener que considerar las teorías como «teorías abiertas».
Teorías cerradas:
- Rigurosamente formalizadas, o formalizables en lenguaje lógico-matemático.
- Se basan en un determinado sistema de axiomas y reglas lógicas.
- No necesitan tener referencia alguna a presuntas verdades intuitivas ajenas a dicho sistema.
- Dos teorías diversas entre sí no pueden tener equivalencias puesto que se basan en sistemas primitivos lógicos diferentes.

La crisis de la ciencia del siglo XX por el contrario muestra la necesidad de teorías abiertas. No se trata de la idea de «sucesión descriptiva» sino de «el fundamento del progreso científico» entendido como proceso histórico. La actual epistemología representa un punto de inflexión importante en la visión de la historia de la ciencia como:
Evaluación del progreso objetivo de la ciencia entendido como cambios progresivos y regresivos de problemáticas para un conjunto estable de teorías científicas que ofrecen un marco o modelo teórico global.
La historia de la ciencia deja de ser la historia de las teorías y se constituye en el planteamiento y consideración de «problemáticas comunes» a diversas teorías unidas en una continuidad de largo recorrido histórico y cultural. Dicha unidad encuentra su fundamento en un «marco conceptual común», una unidad cultural de lenguaje que ofrece una visión determinada acerca de un determinado ámbito del universo mundo, como interpretación del mismo, sobre la base de unas mismas reglas lógicas de interpretación de la experiencia. Las series más importantes de estas teorías científicas vienen caracterizadas por una «continuidad» en el tiempo; teorías que se relacionan en una unidad global dentro de en un ámbito suficientemente amplio de investigación del mundo. Vienen a suponer una cierta unidad conceptual y de visión general. Sobre estas unidades es sobre lo que se construye el progreso científico, pues es en el ámbito de estas donde se producen las transformaciones de «antiguas verdades» en «nuevas verdades» con independencia de cómo se interprete dicha transformación:
- como «falsación de teoría concreta»: Popper.[5]
- como una «ruptura epistemológica»[6]
- como una revolución o «cambio de paradigma»[7]
- como evolución de «programas de investigación»[8]
- como simple «anarquía de los métodos», Feyerabend.,[9]
- como esbozo de posibilidades para la intelección posibilitante de lo real[10]
- como genialidad deductiva de un investigador.[11]
- como casualidad heurística de hecho.[12]

Cada uno de estos puntos de vista requiere su reflexión y nos muestra que el proceso no es tan simple como suele mostrarse en la historia de una «ciencia consolidada» como sucesión de teorías: una racionalización lógica y sucesiva de teorías que se sustituyen unas a otras de un modo lógico-constructivo.
La cuestión estriba en desplazar la idea de «una teoría que es refutada por hechos nuevos que se descubren» y considerar la explicación o interpretación de cómo se mantienen en unidad profunda y continua diversas teorías que comparten una misma visión conjunta, manteniendo diferencias de escuelas o autores claramente diferenciados y a veces opuestos en sus explicaciones. Esto explica la consistencia de las grandes visiones teóricas señaladas anteriormente con las distintas escuelas, posturas, y movimientos que dentro de la unidad diversifican las formas de comprensión de la realidad, es decir, cómo se mantienen las incongruencias e inconsistencias que unas teorías mantienen frente a otras compartiendo un núcleo fundamental de unión. Núcleo de unión continua que diversifica los modos y métodos de investigación como heurística negativa, que señala rutas de investigación que hay que evitar y heurística positiva que señala los caminos que se debe seguir. La heurística positiva y negativa suministra una definición primaria e implícita del «marco conceptual» (y por tanto del lenguaje) en el que se sitúa la problemática común. El reconocimiento de que la historia de la ciencia es la historia de los paradigmas o de los programas de investigación científica o de la anarquía de los métodos, en lugar de ser la historia de las teorías, puede por ello entenderse como una defensa parcial del punto de vista según el cual la historia de la ciencia es la historia de los marcos conceptuales o de los lenguajes científicos.
La ciencia en su conjunto puede ser considerada como un «enorme programa de investigación» con una regla suprema como señaló Popper: Diseña conjeturas que tengan más contenido empírico que sus predecesoras.

## Mecanismo del desarrollo científico

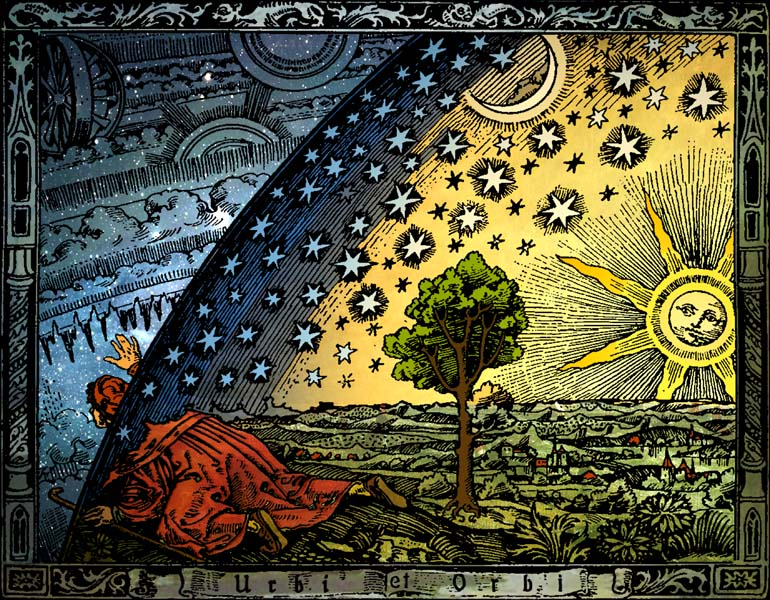
Visión del Universo en la Antigüedad y Edad Media

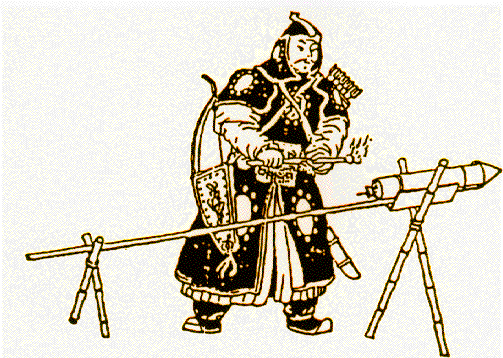
Dibujo de un soldado chino tratando de encender un cohete.

Con facilidad podrían citarse a varios filósofos de la ciencia argumentando en el sentido que el progreso científico es discontinuo, o sea que se realiza a saltos, y que por tanto no es resultado de una acumulación relativamente continua de conocimientos y de experiencias. Muy por el contrario, la propia historia parece confirmar que el progreso científico es muy dinámico y revolucionario, y durante este proceso constantemente se van introduciendo y adaptando nuevas ideas, mientras que ideas anteriores son abandonadas o son restringidas en cuanto a sus posibles aplicaciones.
El filósofo científico Thomas Samuel Kuhn es precisamente uno de los defensores de este modelo, lo que bien explica en su libro The Structure of Scientific Revolutions, y en donde a través de estudios históricos, muestra con acierto que el progreso científico no es un proceso acumulativo, sino por el contrario, una sucesión de cambios de paradigmas, que él llama revoluciones científicas ya que se tratan de cambios bruscos.
Cuando un nuevo paradigma Archivado el 9 de febrero de 2012 en Wayback Machine. se instala en una comunidad científica, hay igualmente una fase de progreso en el marco de lo que Thomas Kuhn llama « ciencia normal », y dicha fase continúa hasta que fenómenos inexplicables o anomalías se presentan, poniendo en duda el propio paradigma.

## Progreso científico en cuestión, luces y sombras
El filósofo Hans Jonas puso en duda muy fuertemente la idea de progreso, que con frecuencia se asocia a la tecnociencia, entre otras cosas en razón de las consecuencias de la actividad humana sobre el clima.
En el mismo orden de ideas, el filósofo Alain Finkielkraut observó el divorcio entre la ciencia moderna, surgida del divorcio entre la promesa de la modernidad y el progreso.
El investigador Étienne Klein analizó la « crisis de la ciencia » identificando el divorcio entre la propia sociedad y la ciencia moderna, surgida esta última de Galileo y Descartes. Según este filósofo y físico francés, en la concepción de ciencia de Galileo y Descartes, la naturaleza es descripta en lenguaje matemático, lo que condujo a la idea de una naturaleza separada de los humanos, y susceptible de ser « gobernada » por estos últimos. Étienne Klein rechaza con énfasis la idea de una ideología cientificista, recordando que la ciencia no emite valores, ni define el sentido de la vida humana, ni indica como vivir ni como relacionase con otros humanos.

## Impacto de la investigación científica sobre la producividad
Un estudio del año 2008, muestra que el impacto de la investigación y desarrollo de las empresas sobre su productividad, es más eficaz gracias al progreso científico realizado por otras empresas (externalité positive, innovation ouverte) así como por las universidades.

## Fin de la ciencia
El fin de la ciencia es un tema controvertido que genera interesantes y recurrentes debates sobre el progreso científico, el conocimiento y el futuro del saber científico.
Algunos científicos han anunciado el fin inminente del progreso de la ciencia, o al menos de algunas de sus ramas. Por ejemplo James Clerk Maxwell, William Thomson, y más recientemente Stephen Hawking, especularon sobre el próximo fin de la física.
El asunto de un posible fin de la ciencia también tiene ocupados a los filósofos de las ciencias. Charles Renouvier entrevé e intuye la posibilidad de una síntesis única de los conocimientos científicos ahora dispersos, lo que constituiría el fin de la ciencia, o por lo menos el fin de la etapa actual de progreso.